# 桐島秋子
桐島 秋子（きりしま あきこ）は日本のAV女優である。
中年の主婦の女性の役を演じることが多い。多数の作品に出演している。共演作やオムニバス作品の出演がほとんどで単体作品の出演が少ない。

## 作品

### アダルトビデオ
2005年
- 川崎軍二シリーズ 欲情家族 港のエロかもめ（8月19日、グラフィティジャパン）
- 川崎軍二シリーズ 紳士強盗（11月25日、グラフィティジャパン）

2006年
- 川崎軍二シリーズ 土手に住むハーレム男（5月24日、グラフィティジャパン）
- 昭和歌謡メロドラAV 中出し熟女 瞼の母（9月30日、ルビー）
- 母子交尾［秋川路］（10月13日、ルビー）

2007年
- SEXまみれの愛人生活 SEXまみれの同棲生活（7月4日、FAプロ）
- 興奮! 野外性行為 公園の中の淫らなSEX（7月4日、FAプロ）
- 世間によくある話し 息子の同級生とできた母/義父にやられる娘/婿とできた母（7月4日、FAプロ）
- 昭和裏本（7月4日、FAプロ）
- 和姦と言うレイプ 力づくの情交集（7月4日、FAプロ）
- SEXまみれのアパート生活（8月1日、FAプロ）
- 昭和の夏・男と女の裏本集（8月1日、FAプロ）
- 夜の青姦集（8月1日、FAプロ）
- 淫乱!! よがり妻（9月5日、ステージメディア）
- 熟女達の秘めたる楽しみ フィーリングレズビアン（12月25日、グラフィティジャパン）
- 熟女監禁 犯され濡れる肉体（12月25日、FAプロ）

2008年
- 熟女達の秘めたる楽しみ フィーリングレズビアン 2（1月18日、グラフィティジャパン）
- やりたい夜 妻・母・嫁の悶え（4月13日、FAプロ）
- 禁断相姦図 おぞましき肉欲の日々…（4月25日、FAプロ）
- 衝撃の性（6月13日、FAプロ）
- 世間によくあった話し 慰み者にされた連れ子（6月25日、FAプロ）
- 力ずくの性行為 悶絶熟女（8月25日、FAプロ）
- ショック! ファック現場（8月25日、FAプロ）
- 下着の中の濡れたワレメ 昼下がりの淫乱妻（9月25日、FAプロ）
- 淫乱美熟女レズビアン4時間 III（10月17日、レディース・ルーム）
- 昭和のSEX 母・妻・姉・妹・先生（12月25日、FAプロ）

2009年
- 官能レズドラマ 5 もう貴女でしかイケない（5月22日、レディース・ルーム）
- おふくろのフェラチオ 50人（8月7日、桃太郎映像出版）

2010年
- どすけべ絶叫熟女大全集（3月25日、サイドビー）
- SEXの匂いがする女たち（4月25日、FAプロ）

2011年
- 昭和性犯罪 通り魔犯行（7月13日、FAプロ）
- 官能劇場 義母と息子 4時間 あってはならない母子交尾 2（11月18日、東京音光）

2012年
- 濡れた三回忌 お義父さまやめないで（7月3日、コンマビジョン）
- 母子交尾［秋川路］ ～6年後の近親相姦～（7月12日、ルビー）
- 親友の美尻母（9月13日、ルビー）
- 実録! 近親相姦 母と義母と俺 美し過ぎる二人の母が奪い合う息子の肉体（10月11日、ルビー）
- エロドラマ 傑作選 3（10月26日、ボリューミー）

2013年
- 麗しい四十路美熟母にたっぷり顔射と中出し姦（2月7日、ルビー）
- あなたを見つめながらじゅっぽりと……おしゃぶり好き熟女16人の主観フェラチオ（4月11日、ルビー）
- 私が自慰に耽るとき アナタだけに見せつける熟女15人の肉壷いじりオナニー（5月9日、ルビー）
- 青姦熟女 たるんだ肉体と性を青空の下で開放する 10人4時間（9月12日、ルビー）
- お母さんの矯正下着 5（9月26日、ルビー）
- 母と息子のエロ旅行 4時間（10月1日、フォーディメンション/エマニエル）
- ソウルの性 日本の美熟女 vs ソウルモッコリ（10月10日、ルビー）

2014年
- ルビー熟女コレクション 艶やかな笑みと可憐さを併せ持つ 絶世の色白美人 桐島秋子 4時間（3月6日、ルビー）※単体ベスト
- 昭和浪漫劇場 戦争と官能 待つ女、帰ってきた男（9月11日、ルビー）共演：吉井美希 ※主演・監督作品

2015年
- 友達の母はスケベな女教師（10月11日、青春舎）
- 夜這い ずっと奥さんの事見てたんです…隣の素敵な美人妻（11月5日、センタービレッジ）

2016年
- ヘンリー塚本の世界 母 (おふくろ) 三部作（3月25日、FAプロ）
- 妖艶な色香を発し息子の親友とセックスする淫靡母（6月7日、ルビー）
- 近親相姦家族 2（6月25日、セブンエイト）
- 息子が格差社会の底辺 (無職、ニート、引きこもり) に喘ぐ原因の2割は母親の欲求不満であった!? 父親不在で長いコト男に抱かれていない母は突如ムラムラくる性欲を抑えられず我が子の勃起チ●ポを支配していた… 2（8月26日、GIGOLO）
- 戦禍の未亡人（9月2日、スターボード）※主演・監督作品
- 昭和官能劇場 淫乱人妻篇（9月23日、なでしこ）
- ヘンリー塚本原作 人妻妊娠 あやまちの膣内発射!（12月13日、FAプロ）

2017
- ま、まさか、40過ぎの母親の裸体で勃起するなんて…決して裕福ではない母子家庭でシングルマザーとして懸命にボクを育ててくれた母との温泉旅行。二人っきりの混浴風呂で久しぶりに見た母さんのまだ張りのある乳房に目が釘付けに… 2（1月27日、GIGOLO）
- エロいオバちゃんの上手すぎるフェラチオと激しすぎるオナニー（9月25日、セブンエイト）
- 残暑の肌に タンパク質タップリ精液顔射パック!（9月25日、Yellow Moon）

2018年
- 「私のカラダのせいで興奮させてゴメンなさい」ひとつ屋根の下で年頃の夫の連れ子と暮らす義母は息子から性的視線を向けられても本当は嫌じゃない 2（3月9日、なでしこ）
- お母さんと二人きりで行った温泉旅行で、久しぶりに見る母の裸体に興奮してしまい、ボクは絶対にしてはならない過ちを犯してしまった… 2（6月25日、セブンエイト）
- 僕のカラダを弄ぶ我が家のエロい女達 2（8月25日、セブンエイト）
- 戦禍の情事（9月14日、新世紀文藝社）
- 巨乳女教師を弄ぶ4時間（10月19日、プレミアム熟女/エマニエル）

監督作品
- 昭和浪漫劇場 愛人バンク『夕暮れ族』（2014年11月6日、ルビー）
- 昭和浪漫劇場 ノーパン喫茶の女（2015年1月8日、ルビー）
- 昭和浪漫劇場 終戦痴話 男と姉妹 淫靡な運命（2015年10月30日、ルビー）
- バブルと寝た愛人たち（2016年10月4日、スターボード）